# Улица Александра Лазаревского (Чернигов)
Улица Александра Лазаревского (укр. Вулиця Олександра Лазаревського) — улица в Деснянском районе города Чернигова. Пролегает от проспекта Михаила Грушевского (улицы 1 Мая) до улицы Земская.
Примыкают улицы Хельсинкского союза (Ломоносова), Нежинский переулок, Мачеретовская.

## История
Интернациональная улица проложена в период 1930-е годы и была застроена индивидуальными домами.
19 февраля 2016 года улица получила современное название — в честь русского историка, уроженца Черниговщины Александра Матвеевича Лазаревского, согласно Распоряжению городского главы В. А. Атрошенко Черниговского городского совета № 54-р «Про переименование улиц и переулков города» («Про перейменування вулиць та провулків міста»)

## Застройка
Улица пролегает на восточном направлении, затем — юго-восточном. Парная и непарная стороны улицы заняты усадебное застройкой.
Учреждения: нет.